# 教皇選挙賭博

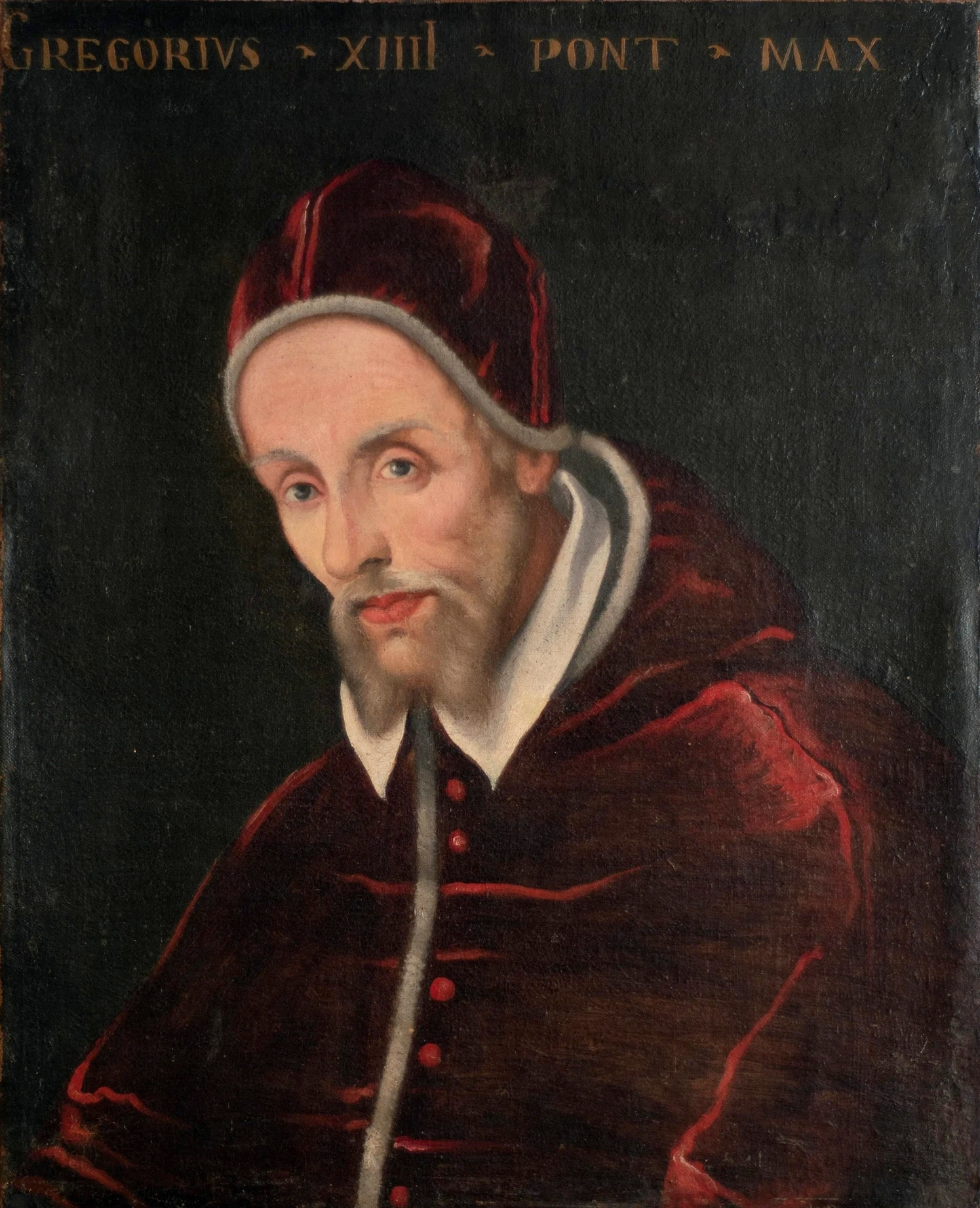
グレゴリウス14世は教皇選挙を対象とした賭博に破門を適用した

教皇選挙賭博 (Gambling on papal elections) は少なくとも500年の歴史を持ち、16世紀のコンクラーヴェ（教皇選挙）に際して行われた賭博が最も古い記録として残っている。当時のイタリアでは（例えばヴェネツィアのドージェを決める会議など）非宗教的な「選挙」であればその結果に関して賭博が行われることはごく一般的だった。

## 15世紀
1419年にはヴェネツィア共和国が教皇の寿命を対象にして賭けをおこなうことを禁じており、このときすでに賭けられていた金についても払い戻しをさせている。その代わりこの時代には在位中の教皇に生命保険をかける習慣が広く見られた。教皇に金を貸している実業家がかける純粋な保険のときもあれば、単に思い切りのよい投機に過ないこともあった。こうしたローマ法王や著名人の命に対する保険契約も、バルセロナとジェノヴァではそれぞれ1435年と1467年（と1494年）に禁止されている。

## 16世紀
教皇選挙に名を連ねる候補者たちに対する賭博として記録に残る最初の例は、1503年9月のコンクラーヴェのものである。しかし教皇選挙の歴史を研究するフレデリック・バウムガルトナーによれば、すでにこの種の賭博は「古い慣わし」であった可能性がある。
1513年のレオ10世が選出されたコンクラーヴェをめぐる議論のなかでも次のようなことが言われている。
| 教皇選挙の結果予想をもとにした賭けは、ごくごく当たり前にみられるものだった。たいてい取り仕切るのはローマの銀行で、それぞれに使い走りを雇ってあちこちに投票券を届けさせた。そして賭ける人間たちは目を皿にしてオッズに目をこらすのだ… |

1549年-1550年のコンクラーヴェの時機には、ローマの銀行家の多くが「パパービリ」（選ばれる可能性の高い枢機卿）たちに賭けられる金額の上下限を発表している。このときの選挙の目撃者となったエンリコ・ダンドロによれば、「商人たちは開票状況についてよく通じており、コンクラーヴェで枢機卿に付き添う人間たちが賭けに協力していたのは明らかだった。それがために何万枚もの貨幣がその持ち主を変えたのだ」。彼はこれを初期のインサイダー取引の例と表現している。デルモンテ枢機卿ことユリウス3世は1対5の人気からスタートし、その後をサルヴィアッティ、リドルフィ、ポールが追うという展開だった。しかし三日後にはポールが1対4で人気となり、12月5日には彼のオッズは95対100にまで上がった。12月11日にはさらに四人のフランス人枢機卿が候補として登場し、ポールのオッズは2対5に低下している。賭けの対象は候補者だけではなく、1月22日にはコンクラーヴェが1月中に終わるという予想に9対10のオッズがついた。2月中は1対2、3月中は1対5、終わらないという予想にも1対10がついた。
1591年3月、グレゴリウス14世は教皇選挙の期間（と枢機卿の任命）を対象に賭博を行った者を罰として破門にし、教皇領におけるこの習慣を禁止させた。この規範は（その他の教会法とともに）ベネディクトゥス15世の改革によって無効化されている。

## 19世紀
1875年の教皇選挙を追ったニューヨーク・タイムズによれば、「イタリア人はみな迷信深く、くじが大好きで、大きな事件がある度にたくさんの人が金を投じる。教皇が亡くなり新たな教皇が誕生するときにはいつも多すぎるほどのくじが買われて賭博が行われる。今日のイタリア人たちも例えようのない興奮の最中にある。様々な数字が選び出されるが、それはどれも大なり小なりピウス9世の生死と関わりがあるものだ。引く準備の整ったくじの札から札へと毎日大金が動いている」。

## 20世紀
1903年と1922年のコンクラーヴェに対する賭博は新聞各社に報道されている。1903年の選挙では教皇の死期にオッズを設定したくじがイタリア政府から売り出されているが、もしレオ13世が亡くなるのが実際よりも一週間早かったら、政府の損失は100万ドル以上だったと言われている。
イギリスでもヨハネ・パウロ1世とヨハネ・パウロ2世が選出された選挙に対して広く賭けが行われており、ウェストミンスター大司教はカトリック教徒がこれに参加することを禁ずる必要があるとまで考えていた。

## 21世紀
アイルランド最大のブックメーカーであるパディ・パワーは、ヨハネ・パウロ2世が亡くなる五年前からその後継に関する賭博を受け付けていた。イギリスのブックメーカーであるピナクルスポーツやウィリアムヒルなどもこうした賭博を運営しており、それぞれにオッズはまったく違う。2005年のコンクラーヴェで最終的に選出されたラッツィンガー枢機卿ことベネディクト16世は12対1のオッズからスタートしたが、コンクラーヴェの開始時には3対1の人気となった。パディ・パワーの経営者ディヴィッド・パワーは、サン・ピエトロ広場に出店してオッズを大声で宣伝したため、コンクラーヴェが始まる前に警備員（パワーによれば覆面警官）の手で広場から退去させられている。このコンクラーヴェでパディ・パワーは一社で38万2千ドルのベットを引き受け―ディヴィッド・パワーによると―「非スポーツ・イベントでは史上最大の賭博市場」が生まれた。ブックメーカーはすぐにベネディクト16世の後継者についての賭けも受け付けはじめ、ピーター・タークソン枢機卿が3対1の人気となった。しかしコンクラーヴェの時機については「悪趣味だ」と賭の対象とはしなかった。

### アメリカ
教皇を対象にした賭博はインターネットを利用したものが主流だが、ラスベガスで行われるような従来型のスポーツ賭博のほとんどは選挙結果についての賭けは受け付けていない。バリーズとパリス・ラスベガスを相手に仕事をする予想屋（ハンディキャッパー）は、カジノが教皇選挙を賭の対象にしないのはあくまで「趣味」の問題だと語っている。またアメリカでは1961年の連邦通信法にもとづきこうした賭博が違法であると考えられてきた。
しかし米国ではすでにコンクラーヴェに対する賭けが違法とみなされることはない可能性がある。2011年9月20日、米国司法省はインターネットを介したあらゆる賭博が連邦通信法に抵触するというこれまでの意見を覆した。つまり通信法は通信手段を通じて州際間で賭博を行うことを禁じているが、この賭博とは「スポーツのイベントやコンテスト」に対する賭けのみを指すという決定を下したのである。州内でコンクラーヴェを賭の対象にすることは2012年の時点でおそらく合法であるが、州際間でのくじについてはまだ明らかにされていない。